# Wolves of Kultur

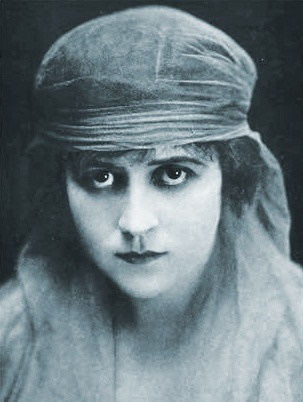
Wolves of Kultur foi o único seriado da atriz Leah Baird.

Wolves of Kultur é um seriado estadunidense de 1918, dirigido e escrito por Joseph A. Golden, em 15 capítulos, categoria aventura e ação, estrelado por Leah Baird e Charles Hutchison. O seriado foi um dos dois únicos filmes produzidos pela Western Photoplays e veiculou nos cinemas dos Estados Unidos entre 13 de outubro de 1918 e 19 de janeiro de 1919.

## Sinopse
Charles Hutchison e Leah Baird intepretam um casal envolvido em uma trama internacional para desenvolver uma arma secreta, e passam por várias peripécias, através de corredeiras selvagens, pulando de um farol e escalando edifícios.

## Elenco
- Leah Baird	 	...	Alice Grayson
- Charles Hutchison	 ...	Bob Moore
- Sheldon Lewis
- Betty Howe		...	Helen Moore
- Mary Hull	 	...	Marie Zaremba
- Edmund D'Alby	 ...	Mario Zaremba (creditado Edmund Dalby)
- Austin Webb	 ...	Henry Hartman
- William Cavanaugh
- Frederick Arthur
- Karl Dane
- Edwin Denison

## Capítulos
1. The Torture Trap
2. The Iron Chair
3. Trapping the Traitors
4. The Ride to Death
5. Through the Flames
6. Trails of Treachery
7. The Leap of Despair
8. In the Hands of the Hun
9. The Precipice of Death
10. When Woman Wars
11. Betwixt Heaven and Earth
12. Tower of Tears
13. The Huns' Hell Trap
14. Code of Hate
15. The Reward of Patriotism